# Cortes de Monzón (1533)

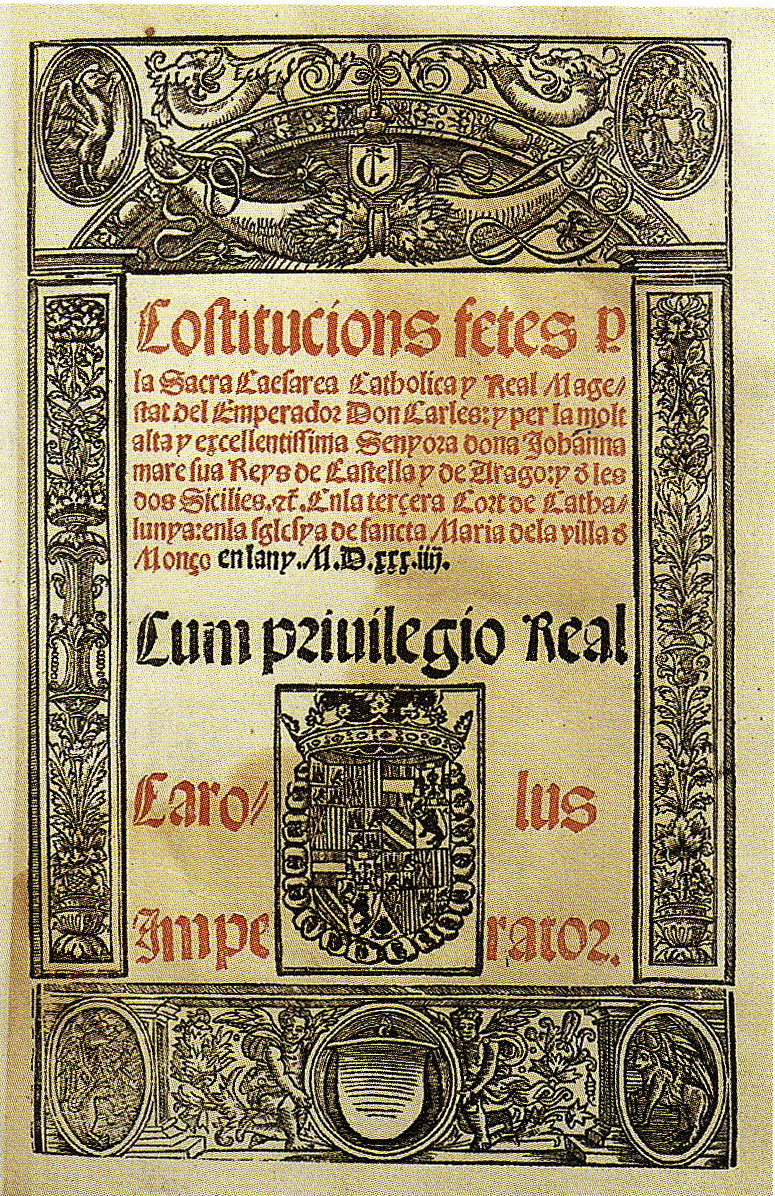
Constituciones publicadas en el año 1534.

Las Cortes de Monzón de 1533 fueron presididas por el rey Carlos I. Comenzaron en junio y acabaron en diciembre de 1533.
El reinado de Carlos I se caracterizó por un coste muy alto para mantener el imperio con el consiguiente agotamiento económico. Los principales motivos eran: las hostilidades con Francia por el interés del rey Francisco I de Francia sobre la península itálica; la defensa de las agresiones turcas al Mediterráneo y el mantenimiento del imperio alemán que era codiciado por los príncipes alemanes.
Además de la precaria situación económica directamente creada por la guerra, se añadía la caída del comercio por culpa de la inseguridad marítima. También se quejaron los diputados de la carencia de protección arancelaria del emperador, aun cuando existían privilegios a favor de los catalanes. En concreto, se estaba pagando por sacar trigo de Sicilia y no se aplicaba el gravamen de un 20% a los trapos franceses que entraban en Sicilia y Nápoles. 
Respecto al principado de Cataluña, en el orden político, los diputados se quejaron de la actuación del Lugarteniente Fadrique de Portugal, que efectuaba detenciones en nombre de la Generalidad, invadiendo competencias. También manifestaron su disgusto el brazo militar con el nombramiento del genovés Girolamo Doria como arzobispo de Tarragona, por ser extranjero y por las injerencias competenciales del inquisidor Fernando de Loazes (futuro sucesor de Doria en el arzobispado de Tarragona), pero el rey no volvió a aceptar discutir este punto. Por las dificultades de aplicación de la Constitución de la Observancia se pidió la creación de un Tribunal de Contrafacciones. Su creación se aplazó hasta 1706, casi doscientos años más tarde. Dentro de los temas de régimen interior destaca el acuerdo de nominar los cargos de diputados locales al final del mandato y no al principio; se prohibieron las relaciones económicas entre diputados y oficiales de la Generalidad. Estas medidas tenían como objetivo evitar las posiciones dominantes y el clientelismo. Por otra parte se planteó iniciar una nueva sistematitzación del derecho catalán, si bien no será hasta las Cortes de Monzón de 1585 cuando se constituiría una comisión que haría público el resultado entre 1588 y 1590.
| Predecesor: Cortes de Monzón (1528)          | Cortes Generales de la Corona de Aragón 1533–1534 | Sucesor: Cortes de Monzón (1537) |
| Predecesor: Cortes de Monzón-Zaragoza (1528) | Cortes de Aragón 1533–1534                        | Sucesor: Cortes de Monzón (1537) |
| Predecesor: Cortes de Barcelona (1529)       | Cortes Catalanas 1533–1534                        | Sucesor: Cortes de Monzón (1537) |
| Predecesor: Cortes de Monzón-Valencia (1528) | Cortes del Reino de Valencia 1533–1534            | Sucesor: Cortes de Monzón (1537) |